# Kíváncsiság
A kíváncsiság egy olyan tulajdonság, amely felfedezéssel, megfigyeléssel és tanulással jár együtt. Nyilvánvalóan megfigyelhető az embernél és más állatoknál.  A kíváncsiság nagyon összefügg a fejlődéspszichológiával, amiben a tanulás és a tudásvágy készségét befolyásolja. 
A kíváncsiság kifejezés jelenthet viselkedést és érzelmet is, azzal kapcsolatban hogy megvan a vágyunk, hogy tudást vagy információt szerezzünk. A kíváncsiság viselkedése és érzelme nem csak az emberi fejlődésnek volt motorja, hanem a tudomány, nyelvek és ipar fejlődésének 

## Okok

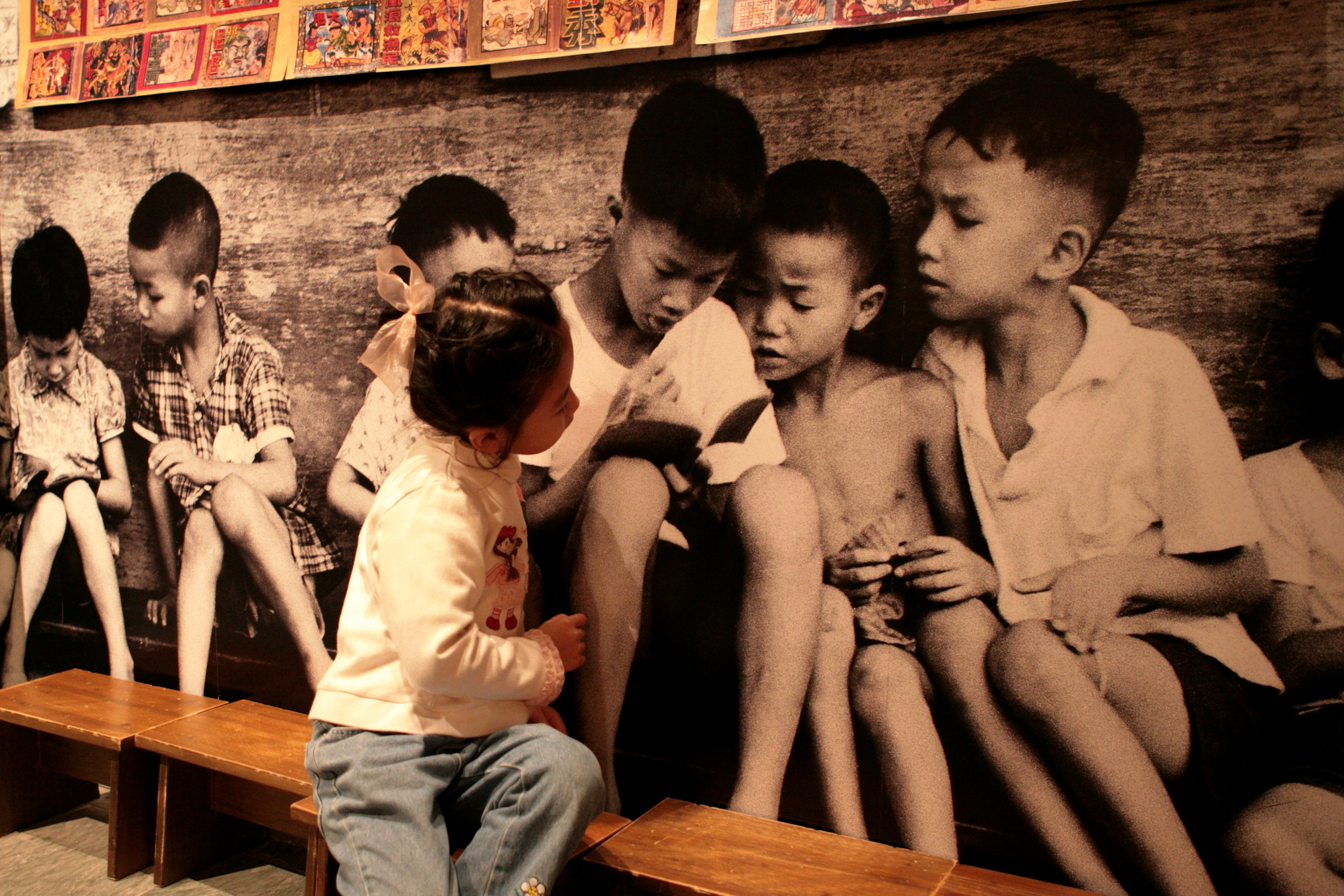
A gyerekek átlesnek egymás vállán, hogy megnézzék mit olvas.

A kíváncsiság több faj belső tulajdonsága lehet. Az embernél a csecsemőkortól minden életkorban megfigyelhető.És könnyen megfigyelhető más állati fajnál is, amelybe beletartozik a macska, a csimpánz és a rágcsálók. A korai definíciók a kíváncsiságot egy információszerzésre vonatkozó motivációként írják le.  Ez a motiváció szenvedélyből és a tudásra, információra vagy megértésre való étvágyból fakadhat.
Ezek a tradicionális kiváncsiságelképzelések nemrég felhívták a figyelmet a kíváncsiság és a belső felfedezésvágy között ami minden állatban megtalálható. A kíváncsiság a tudás vágya, ami különösképpen az emberekre vonatkozik.
Daniel Berlyne három fő változót figyelt meg a kíváncsiság megjelenésében: pszichofizikai változókat, ökológiai változókat, és kollatív változókat. A pszichofizikai változók az intenzitással kapcsolatosak, az ökológiai változók a motivációs szignifikancia és a relevancia változói. A kollatív változókat azért hívják kollatívnak, mert összahasonlítás van a különböző stimulánsok között, amelyet megfigyelnek vagy amelyet a memóriából visszahívnak. Berlyne négy kollatív változót említ: újdonság, összetettség, bizonytalanság és konfliktus. Ugyanakkor azt mondja, minden kollatív variáns feltehetőleg konfliktussal kapcsolatos. Három egyéb változót is figyelembe vett: a változást, a meglepetést és az inkongruitást. Végül a kíváncsiság nem csak az előbb megfogalmazott változók kapcsán jöjhet részre (specifikus felfedezésvágy), hanem a stimulus hiányából fakadóan is, unalomból (diverzív felfedezésvágy).

## Fordítás
- Ez a szócikk részben vagy egészben  a   Curiosity című angol Wikipédia-szócikk ezen változatának fordításán alapul.  Az eredeti cikk szerkesztőit annak laptörténete sorolja fel. Ez a jelzés csupán a megfogalmazás eredetét és a szerzői jogokat jelzi, nem szolgál a cikkben szereplő információk forrásmegjelöléseként.